# Ctenophorus tjakalpa
Ctenophorus tjakalpa — вид ігуаноподібних ящірок родини агамових (Agamidae). Ендемік Австралії. Описаний у 2023 році.

## Поширення і екологія
Ctenophorus tjakalpa мешкають у Великій пустелі Вікторія в Західній і Південній Австралії. Вони живуть серед піщаних дюн.